# Homossocialização
A homossocialização ou socialização LGBT é o processo mediante o qual as pessoas do coletivo LGBT conhecem, relacionam-se e se integram com outras pessoas deste mesmo coletivo, especialmente do mesmo tipo de orientação ou identidade sexual e identidade de gênero.

## Espaços de homossocialização
Os espaços de homossocialização são aqueles lugares físicos ou virtuais frequentados por pessoas do colectivo LGBT para relacionar-se com outras pessoas do mesmo colectivo, onde poder expressar com liberdade sua orientação sexual e/ou para encontrar parceiros sexuais ou afectivos.
Antes da configuração de espaços dirigidos especificamente ao coletivo LGBT, a prática mais habitual de relacionar-se entre a comunidade LGBT eram encontros sexuais em certos espaços ao ar livre como parques ou banhos públicos. Ainda que muito menos frequente, hoje em dia o cruising segue sendo uma prática comum, especialmente entre os homens que têm sexo com homens.
Por outro lado, existem negócios e associações dirigidos especificamente à comunidade LGBT que permitem o encontro e socialização entre iguais. Em muitos casos, estes afloram em bairros LGBT onde se congrega o colectivo, ainda que muitos negócios estão sofrendo ante a concorrência que hoje em dia têm com as redes sociais e internet à hora de que as pessoas homossexuais conheçam a outras de sua mesma orientação sexual.